# Sonja Ashauer
Sonja Ashauer (São Paulo, 9 d'abril de 1923 - Ib. - 21 d'agost de 1948) va ser una física brasilera. Fou la primera dona brasilera en tenir un doctorat en física i la segona de graduar-se com llicenciada de física a Brasil.

## Biografia
Nascuda a São Paulo. Els pares d'Ashauer van ser Herta Graffenbenger i l'enginyer alemany Walter Ashauer. De 1935 a 1939, va portar a terme la seva educació secundària en el Gimnàs de São Paulo capital estatal. Animada pel seu pare, després de l'escola secundària, va estudiar física sota la tutoria de Gleb Wataghin en la Universitat de São Paulo, graduant-se el 1942. Va ser la segona física llicenciada a Brasil, la primera va ser Yolande Monteux qui es va graduar el 1938.
El gener de 1948, es va convertir en la primera dona del Brasil amb doctorat en física després d'estudiar tres anys en la Universitat de Cambridge sota la direcció de guanyador del premi Nobel Paul Dirac. Va ser reconeguda per haver estat una estudiant brillant. La seva tesi en el camp avantguardista de l'electrodinàmica quàntica, titulat: Problemes en electrons i radiació electromagnètica. Al març de 1948, va tornar a Brasil on va ser nomenada com a assistent de Wataghin. Ashauer va ser la primera dona del Brasil escollida membre de la Societat Filosòfica de Cambridge.
Més tard d'aquest any, després d'una grip adquirida en un dia plujós, va contreure pneumònia. Va ser portada a l'hospital però va morir sis dies més tard el 21 d'agost de 1948. La causa de la mort declarada en el certificat de defunció va ser «broncopneumònia, miocarditis, i fallida cardíaca».

## Publicacions
- Ashauer, Sonja (1948). Problems on Electrons and Electromagnetic Radiation Sonja Ashauer.  University of Cambridge, 1948. Universitat de Cambridge.